# John Burgoyne
John Burgoyne (ur. 24 lutego 1722 w Sutton, Bedfordshire, Anglia, zm. 4 sierpnia 1792 w Londynie) – brytyjski wojskowy, generał i dramaturg. Walczył przeciwko buntownikom George’a Washingtona. 17 października 1777 roku po bitwie pod Saratogą poddał się wraz ze swymi ludźmi (ok. 6000 żołnierzy).

## Życiorys
John Burgoyne, zwany „Gentleman Johnny”, w wieku lat 15 zapisał się do armii. W 1743 roku uciekł z Lady Charlotte Stanley, aby wziąć z nią cichy ślub. Miał długi, więc musiał sprzedać patent oficerski, po czym wyjechał na 7 lat za granicę. Lord Derby interweniował w jego sprawie i Burgoyne odzyskał stopień tuż przed wojną siedmioletnią. W 1758 roku został kapitanem, a potem pułkownikiem gwardii piechurów (Foot Guards). W latach 1758–1759 brał udział w wyprawach na francuskie wybrzeże. W 1761 roku podsunął udaną koncepcję wprowadzenia lekkiej, bardziej mobilnej kawalerii do armii. Dwa regimenty sformował Eliott (późniejszy Lord Heathfield) z pomocą Burgoyne'a. 
W 1761 roku Burgoyne zasiadł w parlamencie z okręgu Midhurst, a w 1762 roku służył jako generał-brygadier w Portugalii, gdzie zdobył miasta: Walencję i Vila Velha. W 1768 roku znów wszedł do parlamentu, tym razem z okręgu Preston, po czym kilka lat spędził, wypełniając obowiązki posła. Atakował między innymi zdobywcę Indii (Roberta Clive’a). Poświęcił się też sztuce dramatycznej (jego pierwsza sztuka: The Maid of the Oaks, została wystawiona przez słynnego aktora tej epoki Davida Garricka w 1775). Burgoyne wpadł też w nałóg hazardu.
Został generałem-majorem, gdy przekonał króla Jerzego III, że dotychczasowy dowódca, generał Carleton, jest zbyt nieudolny. W 1777 roku został szefem brytyjskiej armii wysłanej w celu ataku na kolonie amerykańskie z terytorium Kanady. Zdobył Fort Ticonderoga i Fort Edward, lecz wkrótce stracił łączność z Kanadą i został zaatakowany przez przeważające liczebnie siły wroga, którymi dowodzili: generał Horatio Gates i generał Benedict Arnold (ranny w nogę w tej bitwie). Przegrana bitwa pod Saratogą (17 października 1777) oraz dostanie się 5800 żołnierzy do niewoli amerykańskiej przesądziły o porażce Brytyjczyków. Był to największy tryumf kolonistów w tej wojnie. Bitwa okazała się punktem zwrotnym w wojnie. W Londynie mocno atakowano Burgoyne'a za porażkę. Za zgodą generała Gatesa wrócił do kraju, by bronić się przed zarzutami. Próbował doprowadzić do procesu, jednak bezskutecznie. Pozbawiono go stopnia generała i stanowiska gubernatorskiego.
W 1782 roku jego przyjaciele zyskali władzę w Wielkiej Brytanii i Burgoyne znowu został generałem, a także dowódcą sił brytyjskich w Irlandii i doradcą rządowym. Po upadku rządu markiza Rockinghama w 1783 roku stał się osobą prywatną, choć uczestniczył jeszcze w impeachmencie Warrena Hastingsa.
Jego komedia The Heiress (Dziedziczka) z 1786 roku miała tego roku 10 edycji i została przetłumaczona na wiele języków. Burgoyne zmarł 4 sierpnia 1792 roku. Od 1776 roku był wdowcem. Miał kilkoro dzieci urodzonych między 1782 a 1788 rokiem z drugiego małżeństwa ze śpiewaczką operową Susan Caulfield. Jeden z ich synów, John Fox Burgoyne, został potem feldmarszałkiem.
Pochowano go w Westminster Abbey.